# Piranga olivacea
Piranga olivacea (tên thông thường tiếng Anh: scarlet tanager) là một loài chim hót kích thường trung bình thuộc chi Piranga. Trước đây, chúng từng được xếp vào họ Thraupidae, nhưng hiện nay loài này và các loài cùng chi đã được chuyển qua họ Hồng tước (Cardinalidae). Bộ lông và giọng hót của chúng tương tự như các thành viên khác của Cardinalidae.